# Венер, Харальд
Харальд Венер (нем. Harald Wehner; 14 декабря 1938, Эрфурт — 2 августа 2012) — восточногерманский футболист, полузащитник.

## Биография
Харальд Венер родился 14 декабря 1938 года в немецком городе Эрфурт.
Играл в футбол на позиции защитника. В течение всей карьеры выступал за одну команду — «Турбине» (с 1965 года «Рот-Вайсс») из Эрфурта. В дебютном сезоне-56, провёл только 1 матч, однако со следующего года закрепился в составе. Трижды вместе с командой вылетал во второй эшелон восточногерманского футбола, но оставался и возвращался обратно в Оберлигу.
За 1956—1971 годы сыграл в чемпионате ГДР 342 матча, забил 20 мячей, в том числе в Оберлиге — 258 матчей, в которых забил 9 голов.
10 декабря 1961 года провел единственный в карьере матч за сборную ГДР, выйдя на 75-й минуте товарищеского поединка в Касабланке против сборной Марокко (0:2) вместо Петера Дукке.
По окончании игровой карьеры тренировал молодёжные команды. Работал в спортивном отделе министерства социальных вопросов и здравоохранения Тюрингии.
Умер 2 августа 2012 года.